# 吴继周
吴继周（1915年2月—1990年1月9日），曾用名吴继舟。江西省萍乡县人。清华大学肆业。曾任南昌飞机制造厂厂长兼党委书记，南京航空学院院长兼党委书记，第三机械工业部顾问。中共七大正式代表。第六届全国政协委员。

## 生平
兄吴学周，是中国科学院院士。
1936年1月参加革命。1936年3月参加中华民族解放先锋队。1936年4月加入中国共产党。
1983年6月突发脑梗昏迷直至逝世。